# Юти
 Тази статия е за германския народ.  За индианците вижте Юти (индианци).  
Ютите са германско племе което, според Беда Достопочтени, е едно от трите най-могъщи германски племена за времето си. Счита се, че са населявали на полуостров Ютланд (наричан Iutum на латински) в днешна Дания, в Южен Шлезвиг и по крайбрежието на Източна Фризия.
Беда поставя родните места на племето от другата страна на англите, което означава северната част на Ютланд.